# Mark Kisin
Mark Kisin (* 10. August 1971 in Vilnius) ist ein australischer Mathematiker, der sich mit arithmetischer Geometrie und algebraischer Zahlentheorie befasst.

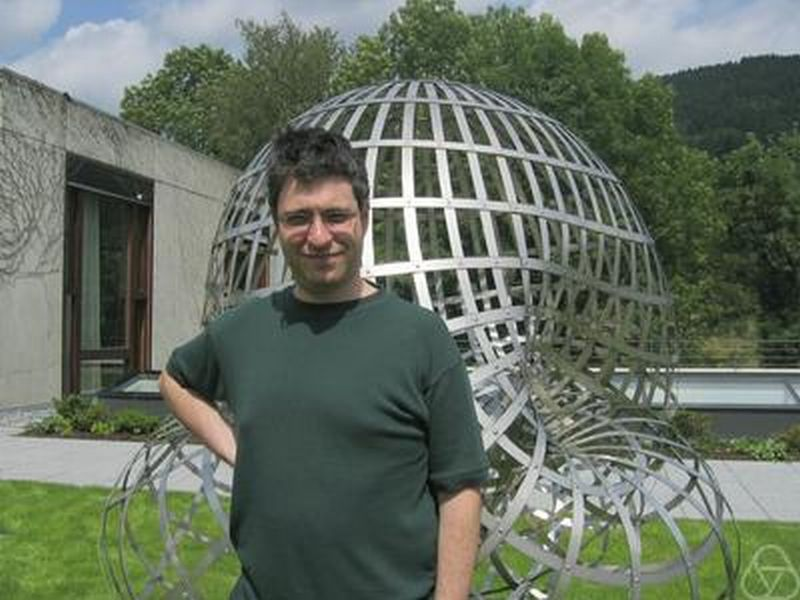
Mark Kisin, Oberwolfach 2007

## Leben
Kisin wurde in Litauen geboren und wuchs ab dem Alter von fünf Jahren in Melbourne auf. Er studierte an der Monash University mit dem Bachelor-Abschluss 1991 und an der Princeton University mit dem Master-Abschluss 1995 und der Promotion 1998 bei Nicholas Katz (Local constancy in p-adic families of Galois representations). Danach war er Research Fellow an der University of Sydney und bis 2003 an der Universität Münster. Kisin war ab 2003 Assistant Professor und ab 2005 Professor an der University of Chicago, bevor er 2009 Professor an der Harvard University wurde.
Er befasste sich mit p-adischen Galois-Darstellungen in der Zahlentheorie mit wichtigen Beiträgen zum Beweis der Serre-Vermutung von Chandrasekhar Khare und Jean-Pierre Wintenberger (aus der der für den Beweis der Fermat-Vermutung wichtige Modularitätssatz abgeleitet werden kann). 2009 erzielte er Teilresultate zur Bestätigung einer Vermutung von Jean-Marc Fontaine und Barry Mazur, die Kriterien dafür angibt, wann globale p-adische Galoisdarstellungen „geometrischen Ursprung“ haben. Im Langlands-Programm bewies er einen Spezialfall der Langlands-Rapoport-Vermutung über die Form der p-adischen Punkte von Shimura-Varietäten.
2008 wurde er Fellow der Royal Society und 2012 Fellow der American Mathematical Society, 2022 der American Academy of Arts and Sciences. 2010 war er Invited Speaker auf dem Internationalen Mathematikerkongress in Hyderabad (Indien) (The structure of potentially semi-stable deformation rings). 2004 bis 2007 war er Sloan Research Fellow.

## Schriften
- Moduli of finite flat group schemes, and modularity. In: Annals of Mathematics. Band 170, 2009, S. 1085–1180
- The Fontaine-Mazur conjecture for GL(2). In: J. American Mathematical Society. Band 22, 2009, S. 641–690
- Potentially semi-stable deformation rings. In: J. AMS. Band 21, 2008, S. 513–546
- Integral models for Shimura varieties of abelian type. In: J. AMS. Band 23, 2010, S. 967–1012
- Geometric deformations of modular Galois representations. In: Inventiones Mathematicae. Band 157, 2004, S. 275–328
- Overconvergent modular forms and Fontaine-Mazur conjecture. In: Inventiones Mathematicae. Band 153, 2003, S. 373–454
- mit Matthew Emerton: A Riemann-Hilbert correspondence for unit F-crystals. Teil 1,2, In: Astérisque. Band 293, 2004
- mit Matthew Emerton: An introduction to Riemann-Hilbert correspondence for unit F-crystals. In: Alain Adolphson, Francesco Baldassari, Pierre Berthelot, Nicholas Katz, Francois Loeser: Geometric Aspects of Dwork theory. Band 2, De Gruyter, 2004, S. 677–700
- mit Matthew Emerton: Unit L-functions and a conjecture of Katz. In: Annals of Mathematics. Band 153, 2001, S. 329–354
- Prime to p fundamental groups and tame Galois actions. In: Ann. Inst. Fourier. Band 50, 2000, S. 1099–1126
- Local constancy in p-adic families of Galois representations. In: Mathematische Zeitschrift. Band 230, 1999, S. 569–593 (Dissertation)
- What is a Galois representation? In: Notices AMS. Juni/Juli 2007, Online